# Simulium bipunctatum
Simulium bipunctatum är en tvåvingeart som beskrevs av Malloch 1912. Simulium bipunctatum ingår i släktet Simulium och familjen knott.
Artens utbredningsområde är Peru. Inga underarter finns listade i Catalogue of Life.